# 1669 en philosophie
Chronologie de la philosophie
- 1665
- 1666
- 1667
- 1668
- 1669
- 1670
- 1671
- 1672
- 1673

L’année 1669 a été marquée, en philosophie, par les événements suivants :

## Publications
- Comenius : Continuatio admonitionis fraternae, 1669 - polémique.

- Antoine Legrand :  L’Épicure spirituel, ou l'empire de la volupté des vertus Douai, 1669, in-8°.

- Gottfried Wilhelm Leibniz : Defensio Trinitatis per nova Reperta Logica.

- John Locke : De arte medica.

- Blaise Pascal :  Pensées (1669, posthume)

- Elena Cornaro Piscopia : Lettera overo colloquio di Christo N. R. all'anima devota composta dal R. P. D. Giovanni Laspergio in lingua spagnola e portata nell'italiana, Venise, Giuliani, 1669.

- Jean de Silhon : Divers mémoires concernant les dernières guerres d'Italie ; avec trois traités de feu M. de Silhon, qui n'ont encore été vus (1669)

## Naissances
- 10 janvier à Pérouse, Ombrie : Alessandro Pascoli (mort le 5 février 1757 à Pérouse) était un écrivain, philosophe, médecin italien de la fin du XVIIe et du début du XVIIIe siècle.

## Décès
- novembre 1669 à Leyde,  mort de la peste : Arnold Geulincx, né le 31 janvier 1624 à Anvers, est un philosophe flamand.

- 29 décembre à paris : Marin Cureau de La Chambre, né à Saint-Jean-d'Assé en 1594, est un médecin et philosophe français, conseiller et médecin de Louis XIV.